# Zum Heiligen Kreuz (Isling)

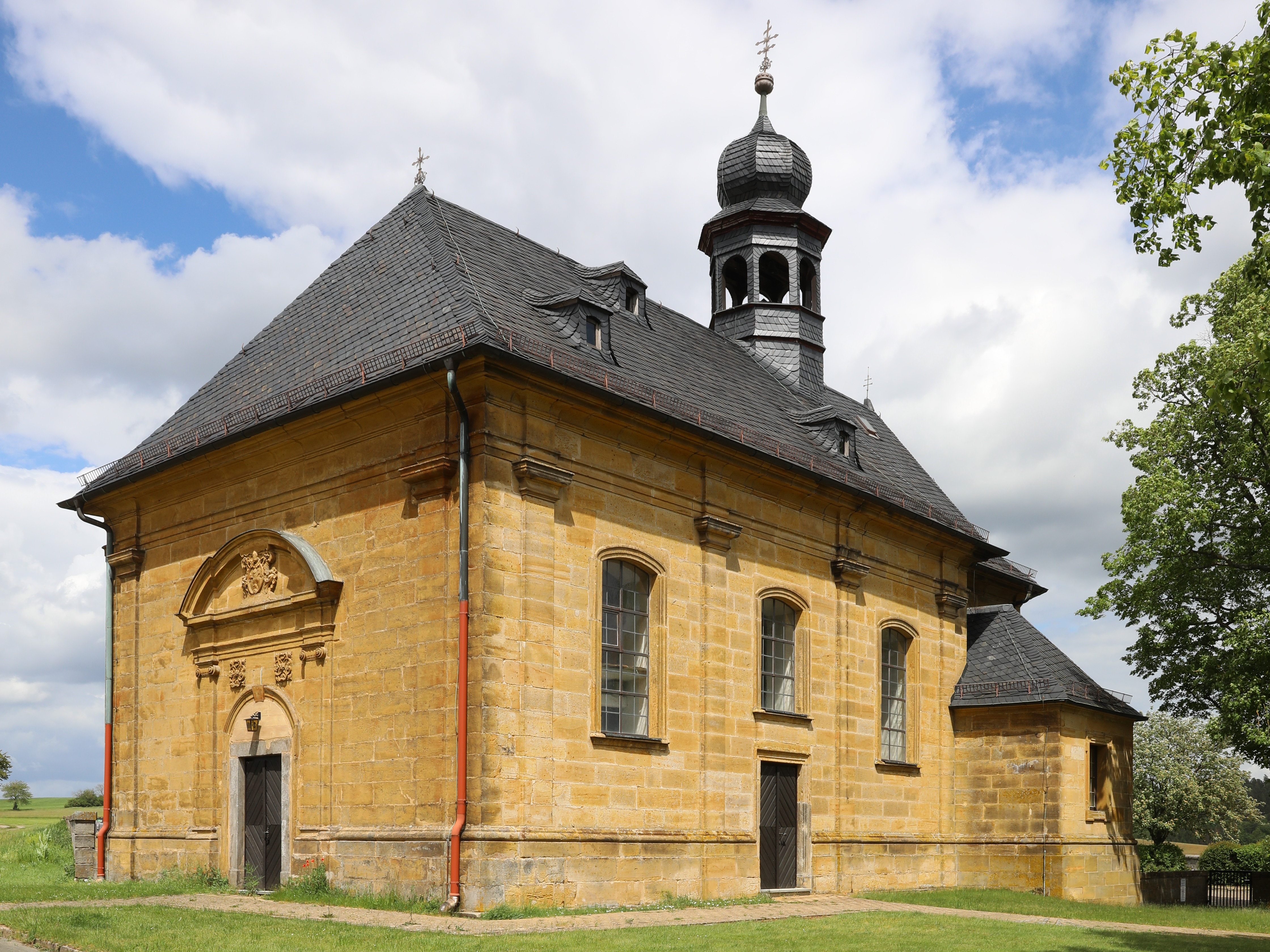
Kapelle Zum Heiligen Kreuz bei Isling

Die römisch-katholische Kapelle Zum Heiligen Kreuz steht bei Isling, einem Gemeindeteil der oberfränkischen Kreisstadt Lichtenfels im Landkreis Lichtenfels. Die barocke Kapelle errichtete 1745 der Baumeister Johann Thomas Nißler.

## Geschichte
Die Kapelle ließ der Abt des Klosters Langheim Stephan Mösinger, der auch Islinger Grundherr war, im Jahr 1745 von dem Staffelsteiner Baumeister Johann Thomas Nißler errichten.
Am 27. November 1963 wurden zwei hölzerne Altarkreuze und eine Marienfigur des 17. Jahrhunderts mit dem Jesuskind auf dem Arm aus der verschlossenen Kapelle gestohlen.

## Baubeschreibung
Die Kapelle steht in exponierter Lage etwa 500 Meter nördlich von Isling, an der Staatsstraße 2203 nach Klosterlangheim. Der Islinger Friedhof grenzt an das Gotteshaus.
Der Saalbau besitzt einen eingezogenen Chor mit einem Fünfachtelschluss. Der Chorraum wird von einer Flachdecke überspannt und von einem ovalen Fenster oben in der Chorstirnwand sowie durch Stichbogenfenster belichtet. Die Tür zur Sakristei hat eine geohrte und profilierte Rahmung. Das Langhaus besteht aus drei Fensterachsen und wird von stichbogigen Fenstern belichtet. Die beiden Wandecken an der Ostseite hinter den Seitenaltären sind abgeschrägt. Im Innenraum steht an der Westseite eine eingeschossige Empore aus marmoriertem Holz, auf zwei geschwellten Säulen ruhend. Der mittlere Abschnitt der Orgelempore ist vorgezogen.:S. 64
Toskanische Pilaster und umlaufend ein Sockel sowie ein Gesims gliedern den unverputzten Sandsteinquaderbau. Die Rahmungen der Fenster und der beiden Türen in den Seitenwänden sind profiliert. In der Westfassade befindet sich das stichbogige Hauptportal mit einem nachträglich eingefügten, rechteckigen Rahmen. Über dem Portalbogen schmücken Laub- und Bandwerkreliefs die Fassade. Ionische Pilaster mit einem Segmentgiebel fassen das Portal ein. Im Giebelfeld befindet sich das Wappen des Abtes Stephan Mösinger mit zwei Inschriftenfeldern, die Chronogramme enthalten, eins mit der Jahresangabe 1743. Im südlichen Chorwinkel steht die eingeschossige Sakristei. Unter einem Walmdach überspannt ein Kreuzgratgewölbe deren Innenraum.
Das Dachwerk ist verschiefert und das mit Dachgauben besetzte Langhausdach an der Westseite ist abgewalmt. Über dem Chorbogen sitzt ein achtseitiger Dachreiter. Dieser ist mit einer offenen Laterne und einer Zwiebelhaube versehen, die von einem Turmknauf und einem Kreuz bekrönt ist.:S. 64

## Ausstattung
Der marmorierte Holzaufbau des Hochaltars wurde 1746/1747 errichtet. Die Bildhauerarbeiten könnten von dem Würzburger Bildhauer Franz Joachim Schlott stammen. Ein Nischenaufbau aus Pilastern bildet den Rahmen für ein mittig angeordnetes Kruzifix. Vor den Pilastern stehen auf Sockeln Holzfiguren der Schmerzhaften Muttergottes und des heiligen Johannes. Oben befinden sich das Wappen des Langheimer Abtes Johann Nepomuk Pitius und der Altarauszug mit Gottvater im Strahlenkranz. Seitlich stehen Holzfiguren der Heiligen Magdalena und Veronika.:S. 65
Die zwei Seitenaltäre aus der Mitte des 18. Jahrhunderts bestehen aus marmorierten Holzaufbauten mit vergoldetem Rocailledekor. In der flachen Nische des rechten Altars steht eine Holzfigur des heiligen Wendelin. Daneben befinden sich vor schräg gestellten Pilastern weiß und golden gefasste Holzfiguren, beim linken Altar der heilige Petrus und ein Ordensheiliger, beim rechten Altar der heilige Josef und Bernhard von Clairvaux. Die Altarauszüge zeigen links Glorien mit den fünf Wunden Christi und rechts mit dem Herz Mariä.:S. 65
Die Kanzel schuf 1750/1751 Franz Joachim Schlott. Sie besteht aus einem marmorierten Holzaufbau und hat einen dreiseitigen Korb. Die Brüstungsfelder verzieren vergoldete Rocaillekartuschen mit farbig gefassten Reliefs, die die Eherne Schlange, die Opferung Isaaks sowie Hagar und Ismael in der Wüste zeigen. Eine weitere Kartusche an der Kanzelrückwand stellt in einem Relief Samson trägt die Stadttore von Gaza dar. Eine Figur des heiligen Paulus bekrönt das vorgezogene Kanzelgesims.:S. 65